# Bruk-Bet Termalica Nieciecza
Maillots
Le Bruk-Bet Termalica Nieciecza est un club polonais de football basé à Nieciecza et fondé en 1946.

## Histoire

### Les premiers pas du LZS Nieciecza
Alors que les jeunes du village de Nieciecza commencent à jouer au football dès 1922, le club est officiellement créé après la Seconde Guerre mondiale, en 1946, et prend le nom de LZS Nieciecza. Dans les années 1950, le club connaît ses premiers faits d'armes, et atteint la quatrième division polonaise.

### Le club retombe dans l'anonymat
Le LZS Nieciecza redescend ensuite de saison en saison au niveau inférieur. Dans les années 1970, il cesse même d'exister. Refondé en 1983, le LZS Nieciecza stagne dans sa division régionale.

### Une formidable ascension
En 2005, le club est racheté par Krzysztof Witkowski, président de Bruk-Bet, grosse entreprise spécialisée dans le béton, et devient le LKS Bruk-Bet Nieciecza. La firme désire moderniser le club, et lui construit un nouveau stade capable d'accueillir les match à domiciles (actuellement, il compte 4 666 sièges, dont 1 600 couverts personnes). Immédiatement, le club monte dans la hiérarchie du football polonais : en cinquième division en 2006, il atteint la troisième trois ans plus tard, et prend uniquement le nom de son sponsor pour devenir le Bruk-Bet Nieciecza. Pourtant tout juste promu en II liga, il fait un parcours parfait, écrase la concurrence et devient champion.
Après une année difficile en deuxième division, le club s'invite dès la saison 2011-2012 dans la course à la promotion. Il se classe ainsi 5e, 3e puis à nouveau 5e, échouant de peu derrière les deux premières places qui mènent vers l'élite du football polonais.
En mai 2015, après avoir sécurisé sa deuxième place en deuxième division, le club obtient une promotion historique en première division. Le village de Nieciecza, d'une population de 750 habitants, devient ainsi l'un des plus petits à accéder à l'élite du football tous championnats européens confondus.
Le club réussit à se maintenir en Ekstraklasa. Mais après une mauvaise saison 2017-2018 où il termine avant-dernier du Groupe de relégation, le Bruk-Bet Termalica Nieciecza retombe en division 1. Le club n'abandonne pas et fait son retour dans la D1 polonaise pour la saison 2021 - 2022.

## Palmarès
- Champion de troisième division : 2010